# ميشيلا دراموند
ميشيلا دراموند (بالإنجليزية: Michaela Drummond) هي دراجة نيوزيلندية، ولدت في 5 أبريل 1998 في تي أواموتو ‏ في نيوزيلندا.

## سجل الفوز

### سباقات أو مراحل فاز بها
| التاريخ        | السباق                                                                | المركز                  |
| -------------- | --------------------------------------------------------------------- | ----------------------- |
| 20 مايو 2017   | جائزة غاتينو الكبرى للدراجات 2017                                     | العاشر في التصنيف العام |
| 05 يناير 2019  | سباق الطريق للسيدات في بطولة نيوزيلندا لركوب الدراجات على الطريق 2019 | المركز الثالث           |
| 11 سبتمبر 2023 | تور دي آرديش للسيدات 2023                                             | الثالث في تصنيف النقاط  |
| 03 أبريل 2024  | 2024 Région Pays de la Loire Tour-Féminin                             | الفائز في التصنيف العام |

## وصلات خارجية
- ميشيلا دراموند على موقع الاتحاد الدولي للدراجات (الإنجليزية)
- ميشيلا دراموند على موقع أرشيف الدراجات (الإنجليزية)
- ميشيلا دراموند على موقع إحصائيات الدراجات الإحترافية (الإنجليزية)
- ميشيلا دراموند على موقع نسبة الدراجات (الإنجليزية)
- ميشيلا دراموند على موقع CycleBase (الإنجليزية)
- ميشيلا دراموند على موقع اللجنة الأولمبية النيوزيلندية (الإنجليزية)